# Dambel
Dambel és un municipi italià, dins de la província de Trento. L'any 2007 tenia 429 habitants. Limita amb els municipis de Brez, Cloz, Romallo, Romeno, Sanzeno i Sarnonico.

## Administració
| Període | Identitat       | Partit        |
| ------- | --------------- | ------------- |
| 2005-   | Flavio Pedrotti | Llista cívica |